# 岩尾温泉
岩尾温泉（いわおおんせん）は、北海道増毛郡増毛町岩老にある温泉。

## 泉質
北海道では珍しい単純酸性泉。
源泉温度14℃、pH 3.5、毎分140Ｌが自然湧出し、湯は無色透明。

## 温泉街
日帰り温泉施設「増毛町営岩尾温泉あったまーる」、および日帰り入浴も扱う宿泊施設「夕陽（せきよう）荘」、他に温泉施設の無い民宿が1軒ある。
両施設とも浴室から日本海を望め、天気が良ければ水平線に沈む夕日を眺めながら入浴できる。
所在地は増毛町岩老(いわおい)となっているが、温泉名は「岩尾」である。

## 歴史
- 2003年（平成15年）4月 - 老朽化した旧施設「夕陽荘」を移転新築して「増毛町営岩尾温泉あったまーる」として開業。
- 2007年（平成19年）5月 - 「夕陽荘」が再開業。

## アクセス
- JR北海道留萌本線留萌駅より沿岸バスにて「岩尾港」下車。
- 札幌から国道231号を北方向で約2時間。